# HITEC City

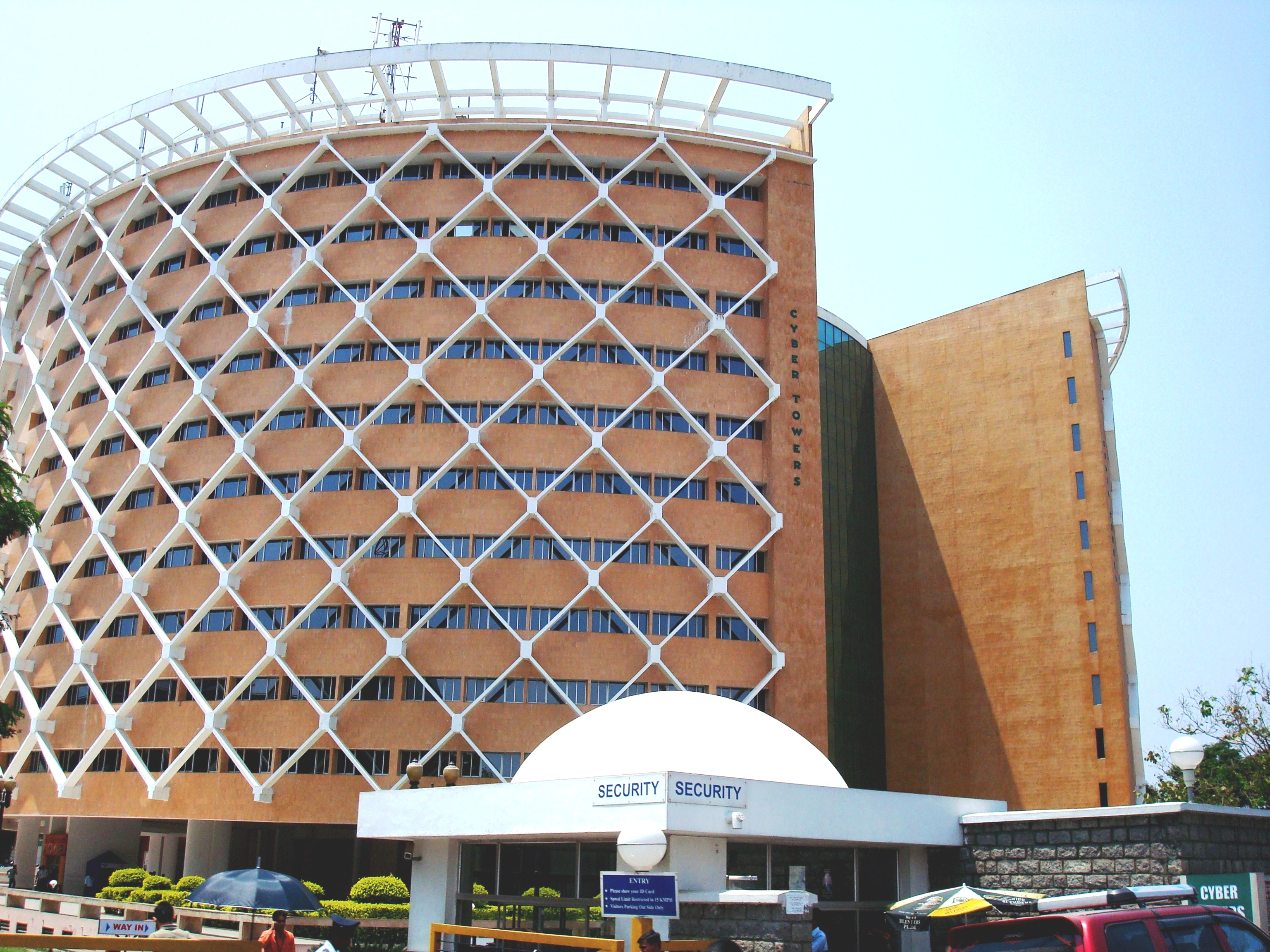
Cibertorres en HITEC City.

HITEC City (Hyderabad Information Technology Engineering Consultancy City, en inglés), es un complejo de alta tecnología situado en la ciudad de Hyderabad, en India. Dentro de estas instalaciones, se llevan a cabo todo tipo de labores I+D en todo tipo de ámbitos dentro de la ciencia y la tecnología. Es popularmente comparado con Silicon Valley.
- Datos: Q3322188
- Multimedia: HITEC City / Q3322188